# Syndicat français de l'intelligence économique
 (juin 2023).
 (juin 2023).
Le Syndicat français de l’intelligence économique (SYNFIE) est le syndicat professionnel regroupant les différents acteurs français de l’intelligence économique. Crée en 2005 pour remplacer la Fédération des professionnels de l'intelligence économique, il se donne pour rôle de fédérer, de représenter, et de promouvoir les métiers liés à l’intelligence économique en France.

## Histoire

### Contexte
À la suite du Japon dans les années 1970 et des États-Unis à la fin des années 1980, la France s'est lancée dans une démarche d'intelligence économique, au début des années 1990. L’intelligence économique est officiellement introduite en France en avril 1992 par la création de la branche française de la Society of Competitive Intelligence Professionals (SCIP), aujourd'hui inactive.
En 1994, le rapport du Commissariat général du Plan intitulé Intelligence économique et stratégie des entreprises, appelé parfois « rapport Martre » (du nom de son rédacteur, Henri Martre, ancien président-directeur général d’Aérospatiale), apporte la légitimité de l’État à ces nouvelles pratiques. L'idée de la création d'un groupe d'études sur la question est apportée au Plan par Philippe Baumard et Christian Harbulot. En avril 1995, le Comité pour la compétitivité et la sécurité économique est créé. Il est placé auprès du Premier ministre et comprend sept membres élus pour deux ans (chefs d’entreprises, scientifiques, syndicalistes). Ce comité tombe en désuétude à partir de 1997.

### Fédération des professionnels de l'intelligence économique
En 2005, Alain Juillet, alors Haut responsable chargé de l'intelligence économique (HRIE), charge l’amiral Pierre Lacoste de définir les règles de fonctionnement de la profession de l'intelligence économique. Ce dernier met en place la Fédération des professionnels de l'intelligence économique, créée en 2005 pour fédérer le secteur en regroupant les multiples associations existantes (SCIP France, Groupement de Compétence pour l'Information et la Compétitivité GCIC, etc.) et permettre une auto-régulation du secteur en l'absence de disposition réglementaires ou législatives.
En 2006 la Fépie reçoit 19.000 € de subventions au titre de la coordination du travail gouvernemental.
En 2007 le Général Jean-Bernard Pinatel remplace l’Amiral Lacoste à la présidence de la FéPIE. Dans son dernier rapport moral en 2009 il indique que, selon lui, la FéPIE a « attiré les plus importantes agences d'intelligence économique de la place (...) établi des liens avec les autres associations des professionnels de l'information (...) et est devenue l'interlocuteur obligé des pouvoirs publics ». En revanche, le rapport ne mentionne pas le risque de dérive des « officines ». 
En 2009 Hervé Séveno, succède au Général Pinatel à la présidence de la Fédération.

### Création
Le Conseil d’administration de la FéPIE réuni le 21 septembre 2010 à Paris a adopté à l’unanimité la décision de créer un Syndicat professionnel représentatif du secteur de l’Intelligence Économique en France. Ce projet porté par le Président de la FéPIE, Hervé Séveno répond à la nécessité de mettre à la disposition des professionnels et praticiens de l’Intelligence Economique un organisme mieux à même de défendre leurs droits, intérêts sociaux, économiques et professionnels, conformément aux dispositions du texte fondateur de la Loi de 1884 dite « Waldeck-Rousseau ».

## Missions et activités
Le SYNFIE a ainsi pour rôle de fédérer, de représenter, et de promouvoir les métiers liés à l’intelligence économique en France.es professionnels de l'intelligence économique exerçant en France. Il souhaite ainsi entre autres représenter et défendre les intérêts de ses adhérents, concourir au développement et à la promotion de l’Intelligence Économique et faire connaître le point de vue des praticiens du secteur.
Sollicité par l'Etat sur différents dossiers liés à l'intelligence économique, le Synfie est régulièrement auditionné ou sollicité. En 2011, il est associé aux travaux sur le décret d'application de la Loppsi, et le droit de l'intelligence économique.
En 2019, le Synfie, créé l'Observatoire de l'intelligence économique français (OIEF) avec pour but de détecter au plus tôt les menaces pesant sur les entreprises françaises et les technologies stratégiques et alerter les pouvoirs publics ou trouver une solution adaptée.

### Gouvernance
En 2012 Philippe Caduc, directeur général de l'Agence pour la diffusion de l'information technologique (ADIT), succède à Hervé Séveno et prend la présidence du SYNFIE. En 2019 Alexandre Medvedowsky devient président du Syndicat, réélu en 2018, il est remplacé par François Jeanne-Beylot en 2022.